# Canal de Haute Perche
Le canal de Haute Perche, malgré son titre, est de base un fleuve naturel, la rivière de Haute-Perche, légèrement aménagé en canal pour améliorer la navigation entre la ville et port de Pornic et Le Clion-sur-Mer, Chauvé et Arthon-en-Retz dans les arrières pays,. Elle est située dans le Pays de Retz en département de la Loire-Atlantique et la région des Pays de la Loire. Elle est aussi connue sous le nom canal de Pornic depuis le XVIe siècle et parfois appelée l'étier de Haute Perche. Historiquement, il s'appelait le Rouet, d'après les roues des moulins à eau du port.

## Étymologie
La Haute Perche est un village dans la commune de Chaumes-en-Retz et était autrefois la limite de la voie navigable du cours d'eau.

## Géographie
Le canal du Haute-Perche se situe entièrement dans le Pays de Retz, au sud de la Loire en Loire-Atlantique. Il s'étend sur les communes de Pornic, le Clion-sur-Mer, Chauvé et Chaumes-en-Retz.

## Hydrographie
Le bassin du canal de Haute-Perche s’étend vers l'est de Pornic sur 137 km2 (13 700 ha) et ses cours d'eau représentent un linéaire total de 107,7 km. Il est avoisiné par les bassins du Boivre au nord, la Blanche et ainsi la complexe des rivières et canaux associée au lac de Grand-Lieu: (l'Acheneau et le Tenu) vers l'est et ceux du Marais Breton (le Marais de Millac et le Falleron) au sud.
La rivière prend sa source dans la commune de Chaumes-en-Retz (commune déléguée d'Arthon-en-Retz) et elle coule vers l’ouest en se jetant dans la baie de Bourgneuf à Pornic. Elle est une des sources principales d'eau douce de la baie avec le Falleron.

### Ria
L'embouchure de la rivière est un ria (ou aber en breton), érodé le long d'une ligne de faille dans les roches micaschistiches précambrien du massif armoricain qui dénote la côte nord de la baie de Bourgneuf. Elle peut être considérée comme l'aber le plus au sud de la Bretagne. Creusée principalement avant l’ère pliocène, elle était inondée par la montée du niveau de la mer due à la transgression flandrienne et s'est progressivement envasée depuis,,. La partie navigable du port en amont était considérée de 11 km ou 12 km, mais la longueur maximale de la source au port est de 17 km. La distance entre la chaussée du port et la bouche du ria au Point de Gourmalon rajoute encore 1,1 km de plus.

### Principaux affluents
Le cours du canal de Haute Perche est alimenté par plusieurs ruisseaux dont le classement SANDRE en reconnaît plus de quinze d'un kilomètre ou plus. Les rives du canal sont également branchées de nombreux étiers latéraux dans les marais.
Les plus grands affluents de la rive droite, au sud, comprennent :
- le ruisseau du Pontereau, 5 km, se trouve à l'ouest de Arthon et est utilisé par une station d’épuration de la ville[10],[11]. Il délimite une partie de la frontière entre Pornic et Chaumes-en-Retz. Son affluent, le ruisseau du Port, 5 km, dessert le village du Port a l'ouest d'Arthon (à ne pas confondre avec le port de Pornic)[6],[12].
- le Gué coule de l’arrière pays de la Bernerie-en-Retz et court sur 6 km[6],[13] .

Les plus grands affluents de la rive gauche, au nord, comprennent :
- le ruisseau de la Basse-Chanterie, 1,45 km, au sud de Chauvé[6],[14].
- l'étier de l’écluse, 4 km[15], et le ruisseau du Pin et ses affluents s'étendent sur une vaste zone à l'ouest et au nord de Chauvé[6],[2],[16]. Sur sa rive droite s’étend le ruisseau des vieux moulins, 5 km[17].
- la Rinais, s’étale sur 10 km — le plus long des affluents du Canal de Haute Perche. Elle trouve ses sources dans le sud-est de la commune avoisinante de Saint-Michel-Chef-Chef[18]. Sur la carte d'état-major, 1866, il porte le nom ruisseau de la Severie, nom d'un village situé à un kilomètre plus au nord que le village de la Rinais. Depuis ce temps, en direction de Saint-Père-en-Retz, la Rinais est endiguée également avant 1950[Quand ?][19], au confluent avec le ruisseau de la Brégeonniere, créant l'étang du Gros Caillou. Il est de 450 000 m2 (45 ha)[20].
- Le ruisseau du Val Saint-Martin était endigué avant 1866 pour créer la retenue de l’étang du Val Saint Martin[Quand ?]. Du pertuis au pied du barrage, elle coule pendant 0,54 km avant son confluent avec le canal dans le ria[21]. Il s’étend sur 150 000 m2 (15 ha)[22]. Malgré l’installation d'une échelle à poissons en 2012, la richesse piscicole de l’étang et ruisseau en amont est considérée pauvre par la Fédération de pêche 44[23].
- Sur la rive droite du ria près de la bouche du port, les ruisseaux du Cracaud (ou Cracault) et de la Dette coulent dans un bras du ria qui délimite le site du château de Pornic. Ce bras est visible sur la carte de Cassini[24], l'embouchure de ce bras de la ria s'est depuis envasée et la plupart de ces cours d'eau enterrés, mais le Cracault coule visiblement encore en surface au nord-ouest de la faïencerie[6].

## Hydrologie
Il existe, dans le bassin versant, des stations de mesures du débit des cours d'eau, qui équipent tant le canal que ses affluents. Quelques-unes d'entre elles équipent le fleuve lui-même au port, et au ria.

### Retenues de soutien d'étiage
Le vannage au pertuis de l’écluse au pont de chaussée du port de Pornic est le point de contrôle principal du niveau d'eau dans le canal. Un barrage à trois vannes de clapets verticales est situé au Boismain, près de la station d'épuration Les Salettes de Pornic, 1,25 km en amont de l’écluse. Le contrôle des deux était automatisé en 1987 et est contrôlé de Nantes, géré par Veolia Environnement pour la ville de Pornic. Les étangs du Val Saint-Martin et Gros Caillou font partie du système de contrôle d'étiage. L'étang du Gros Caillou sert aussi de réservoir d'eau potable.

## Histoire
L'influence de l'homme sur la rivière a commencé au XIIIe siècle avec la construction de la chaussée en 1225 au temps de l'abbaye de Pornic, qu'a liée les deux rives et formée un barrage équipé de quatre moulins à marée. La chaussée fournissait une route de liaison entre les deux rives du port et formait la jonction de la route au nord jusqu'à Paimboeuf et au sud jusqu'à Machecoul. Le chaussée qui a existé avant la seigneurie de René de Rais (c. 1414–1473) fonctionnait encore en 1660. Le flux et le reflux de la marée dans la ria étaient contrôlés afin de retenir l'eau pour faire fonctionner les moulins et éviter l’inondation des marais pendant les hautes marées. Cela a exacerbé l'envasement de la ria et des fossés supplémentaires ont dû être creusés pour faciliter le drainage,.
Le trafic sur le canal atteint son apogée au XVIIe siècle avec une navigation vers l'intérieur des terres jusqu'au pont d'Arthon. Les produits agricoles étaient acheminés jusqu'au port de Pornic dans des barges à faible tirant d'eau, les 'toues', pouvant transporter jusqu'à cinquante tonneaux. Le halage était à la main. Le canal facilitée aussi l'export du bois de la forêt de Princé et l'importation des cendres engrais de Noirmoutier. La chaussée de cette période a survécu jusqu'en 1854 où elle a été élargie et rectifiée avec l'écluse et pertuis du canal. Les quatre moulins à eau ont été supprimés. Cette construction séparait l'eau de mer du port de l'eau douce en amont.
Le trafic sur le canal diminue au cours du XIXe siècle avec l'amélioration des routes et surtout à la suite de l'arrivée du chemin de fer à Pornic en 1875. Enfin, un décret du 28 décembre 1926 raye l'étier de Haute-Perche de la nomenclature des voies navigables ou flottables.
Enfin, un arrêté du préfet datant de 1933 réduit considérablement l’utilisation de l'écluse de Pornic : les autorisations d'accès sont désormais très restreintes.
En 1944, Pornic et le cours d'eau se trouvaient dans la poche de Saint-Nazaire. L’armée allemande a fait sauter l’écluse et laissé inonder le ria et les marais d'Arthon en acte défense passif du mur de l'Atlantique,.

### Projets d'extension
À la fin du XVIIIe siècle et début du XIXe siècle, Alexandre de Brie-Serrant, dernier seigneur de Retz, a fait des propositions d'extension du canal de Haute-Perche afin de créer une liaison avec la Loire. Cela permettrait à la navigation d'éviter les dangereux bancs de sable entre Nantes et l'estuaire et d'offrir une route plus directe dans le golfe de Gascogne,. Le tracé proposé du nouveau canal vers Nantes se serait poursuivi depuis le pont de la Haute Perche au nord-est pour rejoindre la Blanche, à travers la forêt du Prince pour suivre le cours de la Blanche puis coupant vers l'est depuis l'Acheneau au sud du Cheix-en-Retz pour rejoindre la Loire à Indret,. Malgré le soutien initial du gouvernement en 1786, ses propositions furent rejetées. Après la Révolution, Brie-Serrant a relancé sa proposition mais la encore, n'a pas reçu le support nécessaire pour ce projet ambitieux.
Le canal de Haute Perche a également été proposé comme voie de drainage pour un projet d'assèchement du lac de Grand-Lieu en 1806, mais a été exclu car le coût était plus du double de celui de l'Acheneau,.

## Environnement
Le bassin du fleuve et surtout les marais d'eaux doux d'Arthon, font partie de la zone de protection de la baie de Bourgneuf. Un programme d'améliorations environnementales et écologiques au sein du bassin a été initié en 2018 par Pornic Agglo Pays de Retz. Les travaux comprennent la restauration des lits naturels y compris la dé-canalisation et recréation des méandres, remise en fonds des vallées, restauration des berges naturelles, le contrôle des espèces animales (ragondins) et végétales (jussie, baccharis) envahissantes et réintroduction des espèces indigènes.

## Activités
Aujourd'hui, le canal est davantage utilisé pour les activités de loisirs, la pêche et les sorties en kayak. L'ancien chemin de halage forme la base d'un chemin de randonnée entre le port de Pornic et le pont du Clion.